# Niccolò di Pietro Lamberti
Pour les articles homonymes, voir Aretino.
Niccolò di Pietro Lamberti ou Niccolò di Piero Lamberti dit Nicolò Aretino, surnommé également Pela ou Il Pela (Florence, 1370 - Florence, 1451) est un sculpteur et un architecte toscan de la Renaissance encore empreint de style gothique.

## Biographie
D'abord l'assistant de Pietro di Giovanni Tedesco, Niccolò Aretino (l’arétin) intervient comme maître pour des sculptures au campanile de la cathédrale Santa Maria del Fiore pour deux statues en 1391 et se marie l'année suivante.
En 1401, il participe au concours pour la porte nord du baptistère de Florence, dont il est évincé, avec Filippo Brunelleschi et Jacopo della Quercia, au profit de Lorenzo Ghiberti.
Le pape Boniface IX, le commissionna comme architecte afin de fortifier le château Saint-Ange à Rome.
Avec son fils, Piero di Niccolò Lamberti (1393-1435), également sculpteur, ils exportèrent le style toscan de la sculpture jusqu'à Venise où ils furent actifs dans les années 1410 et 1420.

## Œuvres

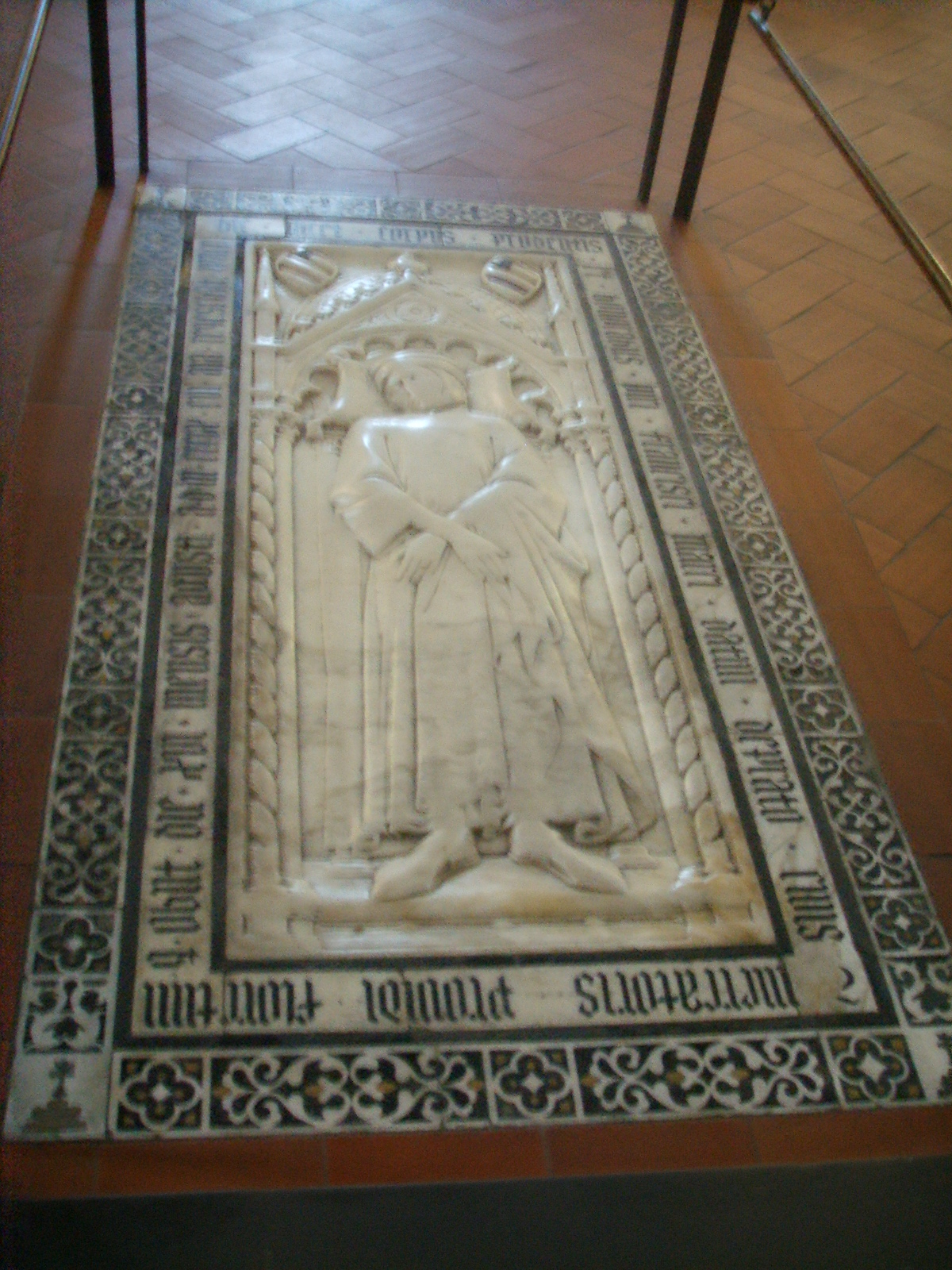
Pierre tombale de Francesco di Marco Datini, San Francesco, Prato

- Sculptures de complément au campanile de la cathédrale Santa Maria del Fiore, (1380), maintenant au Museo dell'Opera del Duomo (Florence) :
  - Fragment de l'archivolte du portail (approx. de 1400 à 1410)
  - Saint Augustin - Docteur de l'Église (de 1396 à 1401)
  - Saint Grégoire - Docteur de l'Église (de 1396 à 1401)
  - Saint Marc (1410-1412)

- San Jacopo (Jacques de Zébédée) en marbre (1415) pour l'Arte dei Vaiai e Pellicciai, église d'Orsanmichele, Florence
- Saint Marc bénissant au-dessus du portail principal de la basilique Saint-Marc de Venise (de 1408 à 1415)
- Madonna degli Alberetti, Chiesa dei Santi Apostoli, Venise
- Chiesa di San Francesco (Prato) :
  - Pierre tombale de Francesco di Marco Datini (1411-1412)
  - Grand portail en bandes bichromes (1412-1413) sur un dessin de Giovanni di Ambrogio et Niccolò di Piero Lamberti
- Chiesa di Santa Anastasia (Vérone)
- San Luca Evangelista (1403-1406) musée national du Bargello de Florence
- Fronton du couvent de la Miséricorde, statues de saint Grégoire et de saint Donat, Arezzo.
- Mausolée et gisant du pape Alexandre V, terracotta polychrome et dorée, chapelle des Frères Mineurs, Église San Francesco (Bologne)[1] qui comprend le sarcophage décoré des armoiries pontificales sur cinq panneaux, la figure gisante et réaliste du pape et la cimaise avec des anges, les statues de la Madone accompagnée de San Francesco et Sant'Antonio de Padoue (le soubassement avec les armes d'Alexandre V fut ajouté vers 1482 par Sperandio da Mantova (it))